# Sosthene Fernandez
Sosthene Fernandez (1923 - 2006) là Tổng tư lệnh Lực lượng Vũ trang Quốc gia Khmer (tiếng Pháp: Forces Armées Nationales Khmère) và là Tham mưu trưởng quân đội Cộng hòa Khmer từ năm 1970-1975 sau khi Hoàng thân Norodom Sihanouk bị lật đổ trong cuộc đảo chính năm 1970, tổ tiên của ông vốn là nhạc công gốc Tây Ban Nha di cư từ Philippines sang Vương quốc Campuchia vào thế kỷ 17, về sau trải qua nhiều cuộc hôn phối lai tạp dần trở thành người Khmer Krom gốc Philippines. Trước năm 1970, ông được xem như một chính trị gia nổi bật và từng giữ chức cảnh sát trưởng dưới thời Sihanouk.
Sự nghiệp chính trị của Tướng Sosthene Fernandez ít được biết đến, chỉ biết rằng trong giai đoạn cuối của cuộc chiến tranh Việt Nam tại Campuchia, chính ông và Lon Nol đã vội vàng rời bỏ đất nước sang tị nạn chính trị tại Pháp trước khi quân Khmer Đỏ chiếm thủ đô Phnôm Pênh vào năm 1975. Tất cả những người thuộc phe Cộng hòa muốn ngăn chặn cuộc nội chiến Campuchia. Một số quan chức chủ chốt khác như Long Boret, Lon Non và Hoàng thân Sisowath Sirik Matak cương quyết ở lại văn phòng chính phủ cho đến khi Khmer Đỏ đánh chiếm Phnôm Pênh vào ngày 17 Tháng 4 năm 1975. Họ nhầm lẫn nghĩ rằng sẽ không bị ảnh hưởng thông qua sự trung gian hòa giải của Norodom Sihanouk, nhưng tất cả đã bị chế độ Khmer Đỏ sát hại.
Tướng Fernandez là một nhân vật đóng vai trò quan trọng trong cuộc chiến chống lại Khmer Đỏ ở Campuchia. Thuộc một phần của lịch sử Campuchia và cũng là vị tướng rất có tầm ảnh hưởng nhưng vì những hạn chế của quân lực Campuchia vào thời đó nên ông không thể tiếp tục cuộc chiến chống lại Khmer Đỏ, Việt Cộng và Bắc Việt một cách hiệu quả như sự mong đợi từ phía Mỹ.
Vào năm 1975, do việc cắt giảm viện trợ của Mỹ, tất cả quan chức và lãnh đạo của chính phủ nước Cộng hòa Khmer muốn chấm dứt chiến tranh không điều kiện. Trong khi đó, Tướng Sosthène Fernandez từ chối đàm phán với Khmer Đỏ nếu chính phủ muốn lợi dụng các binh sĩ quân đội của ông (FANK) hạ vũ khí của họ trong quá trình đàm phán, vì lý do này ông từ chức. Fernandez đồng ý từ chức chỉ huy quân đội. Chính phủ cho phép Khmer Đỏ chiếm lấy Phnôm Pênh mà không xảy ra một trận giao chiến thực sự với mục đích đàm phán giữa đôi bên.
Đến năm 1998, Tướng Sosthène Fernandez mới quay về Campuchia chủ yếu để gặp mặt các cựu chiến binh cùng sĩ quan từng phụng sự dưới quyền ông và tất cả các công dân Campuchia hồi tưởng quá khứ. Fernandez có viết một cuốn sách kể về cuộc đời của ông khi còn là Tổng tư lệnh Lực lượng Vũ trang Quốc gia Khmer. 